# 윤기협 사살사건
윤기협 사살사건(尹基協射殺事件)은 비상시공산당 시대인 1932년 8월 15일, 일본공산당 도쿄시위원장 무라카미 다키오(村上多喜雄)가 일본노동조합전국협의회(전협) 중견간부 윤기협(조선인)을 사살한 사건이다.
당시 노동자들의 현실을 모르는 인텔리 지도부에 의한 관념적 극좌정책이 계속되면서 일공당 당중앙과 전협의 갈등은 깊어져가고 있었다. 당중앙은 전협의 자율성을 주장하며 지침에 따르지 않는 세력을 밀정으로 몰아 폭행, 제명하곤 했다.
한편, 당시 일공당도 전협도 말단 활동력은 조선인이 큰 지분을 차지하고 있었다. 전협 구성원 중 조선인 비율은 1932년 절반, 1933년 과반수가 되었고, 공산당계 대중조직에서 조선인 검거인원은 1932년 338명, 1933년 1820명으로 추이되는 등 조선인이 공산당 활동에 기여하는 바가 다대했다. 조선인 활동가들은 일본인보다 훨씬 전투적이었고, 3·15 사건 피고탈환계획 행동대나 가두시위에서 『적기』를 배포하는 등 가장 검거되기 쉬운, 직접적으로 위험을 부담해야 하는 활동을 맡곤 했다. 그럼에도 불구하고 당에서도 전협에서도 조선인의 지위는 낮았고, 중견 이하 간부가 되는 것이 고작이었다. 그런데 중견간부가 된 윤기협은 조직 내 조선인 중 꽤 출세한 축에 속했다.
비상시공산당의 중추기능을 주름잡았던 마쓰무라 노보루(일명 "스파이M", 본명 이즈카 미쓰노부)가 “윤은 밀정이다. 죽여라. 무라카미에게 시키면 어떠하냐”고 중앙위원회에서 윤의 살해지령을 내렸다. 지령을 직접 전달한 것은 중앙위원 곤노 요지로였다.
1932년 8월 15일 밤 10시경, 무라카미 다키오(당시 24세)는 윤기협이 기른 조선인 활동가 6인과 떨어진 장소에서 감시하며 따라가다가 우에노 공원 동조궁 석등 옆 녹나무 그늘에 이르렀을 때 윤기협에게 3, 4발 발포한 뒤 유유히 돌계단을 내려갔다. 하지만 권총 소리에 놀라 달려온 형사들에게 체포되었다. 얼마 뒤 특고경찰이 윤기협의 시신을 인수해 가라고 전협토건 후카가와 분회에 전달했다. 조합원 두 사람 정도가 경찰서로 갔더니 시신은 이미 화장되어 뼛가루만 돌아왔다. 윤기협과 함께 전협토건에서 활동한 에비하라 도시카쓰(海老原利勝)가 향을 올렸는데, 다른 분회원들은 윤기협은 밀정이라며 냉담했다. 윤기협은 여동생과 함께 살고 있었는데, 이 여동생은 그 뒤 일본에서 의지할 데가 없어 곧 오라비의 유골을 안고 울면서 조선으로 돌아갔다.
사건 다음날인 16일, 윤기협의 신원이 판명되어 사건 담당이 형사부에서 특고부로 옮겨졌다. 또 다음날인 17일에는 범인 무라카미의 신원이 밝혀졌다. 무라카미는 일본공산청년동맹(공청)에서 활동하던 시절 무장공산당 일제검거 때 단도로 특고 경위를 찌르고 도주하여 수배중인 몸이었다. 다음날인 18일 공산당에서 윤을 밀정 혐의로 제거했다는 보도가 나갔고, 21일에는 윤기협 제거 지침은 당중앙의 의사였고 2개월 전부터 준비가 진행되었다는 보도가 나왔다.
그 뒤 1개월 정도 흘렀을 때 조선인 활동가들끼리만 모인 자리에서 윤기협 이야기가 논의되었다. 살해 현장에 있었던 사람도 여럿이었다. “밀정이니까 죽은 것이 당연하다”고 분명히 말한 것은 한 사람 뿐이었고, “석연치 않다”는 등의 반대 의견이 다수였다. 그 뒤 대화는 혼란해져 모두 조선말로 이야기를 시작했기에 그 뒤 내용은 알려져 있지 않다. 얼마 뒤 현장에 있던 조선인 여섯 명 중 네 명이 체포되었다. 그 중 가장 급진적인 말을 떠들고 다니던 사람이 감옥에서 나오자 완전히 전향해서 우파가 되어 버렸다.
무라카미는 옥중에서 윤기협은 밀정이 아니었고 자신은 모략에 걸려들었다며 당중앙에 밀정이 있는 것이 틀림없다고 주장했지만 그것은 당중앙에 전달되지 않았다. 결국 1년 뒤의 아타미 사건 때 일본공산당은 간부 전원이 일망타진되면서 또다시 풍비박산났다. 공산당 모범당원 열전에서는 무라카미에게 1장을 할애하면서 무라카미가 체포되었을 때 시라카와 하루이치(白川晴一; 당시 무라카미의 직속 부하로, 전후 도쿄도당위원장 역임)가 목소리 놓아 울었다는 이야기가 수록되어 있다. 시라카와는 전후에 윤기협과 무라카미 모두 아까운 사람들이었다고 회고했다(戦後期左翼人士群像 p. 88).
무라카미는 1심에서 무기징역을 선고받았고, 2심에서 전향을 표명하여 징역 15년을 선고받았다. 무라카미는 고스게 형무소(小菅刑務所)에서 복역 중에 폐결핵, 장결핵을 앓아 요양소로 이송되었으나 1940년 향년 31세로 죽었다.

## 참고 자료
- 立花隆『日本共産党の研究』講談社文庫、1983年
- 『近代日本社会運動史人物大事典』日外アソシエーツ、1997年